# Tandilia songoensis
Tandilia songoensis är en fjärilsart som beskrevs av Köhler 1968. Tandilia songoensis ingår i släktet Tandilia och familjen nattflyn. Inga underarter finns listade i Catalogue of Life.